# داء السلمونيلات
داء السلمونيلات عدوى معوية تنتقل بشكل رئيسي عن طريق المواد العذائية، تسببها أنواع مختلفة من الجرائيم التي تتبع عائلة سلمونيلا.
هذه البكتيريا تحتفظ بنفسها لمدة طويلة في الوسط الخارجي من جسم الإنسان: في الماء لمدة 5 أشهر، في اللحوم والنقانق تتفاوت المدة من 2 إلى 4 أشهر، في اللحم المجمد لمدة ستة أشهر وأكثر.